# Vila Biljana

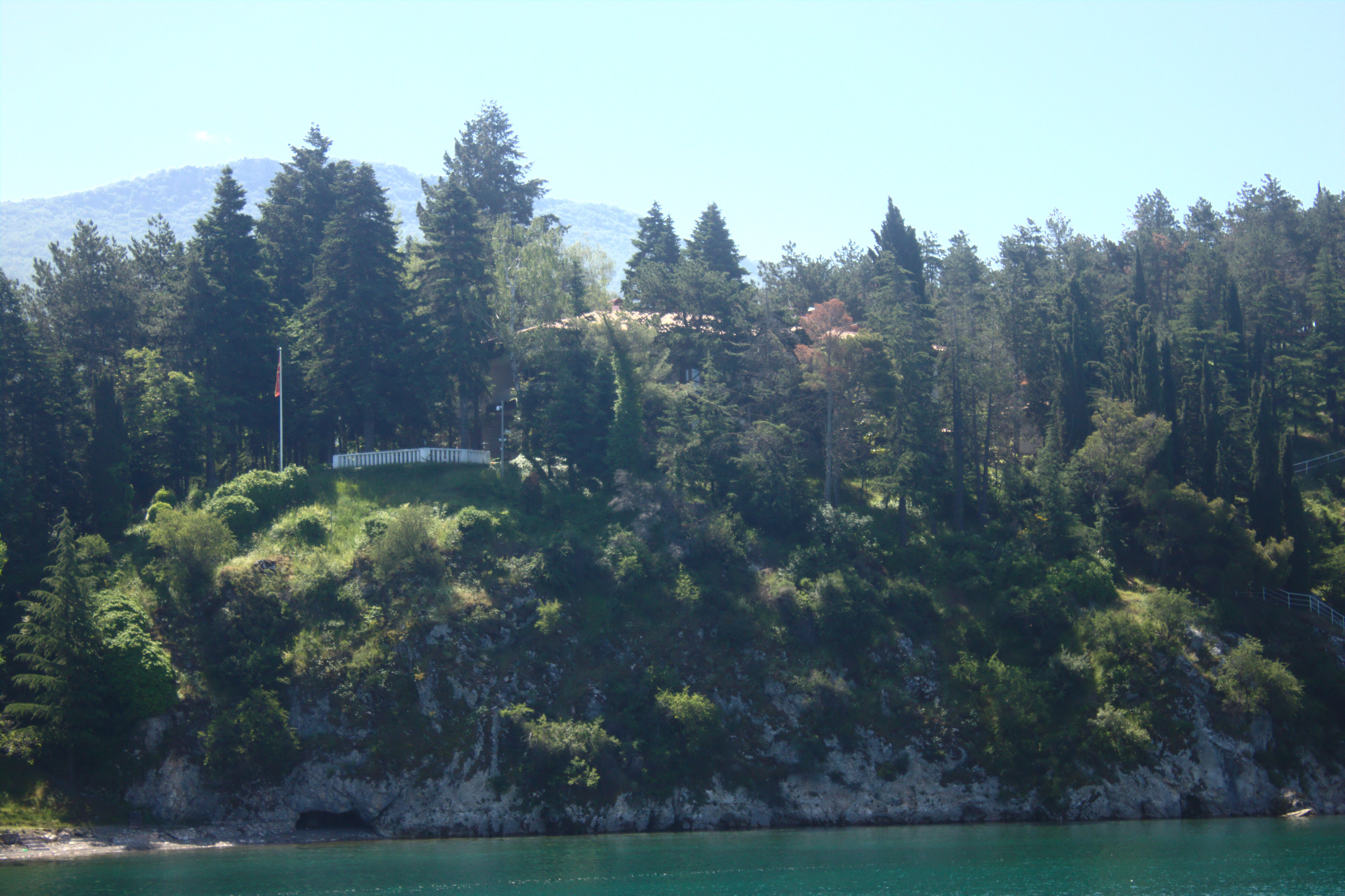
Vila za jehličnatými stromy, pohled od jezera.

Vila Biljana (makedonsky Вила Биљана) je vilový areál/komplex, který se nachází na břehu Ochridského jezera, v jihozápadní části Severní Makedonie. Areál tvoří několik vil; vilu prezidenta republiky, vilu premiéra, ministra vnitra (policie) a několik vil, které jsou určeny vysokým státním úředníkům. Areál byl vybudován původně jako rekreační[zdroj?] vila pro Josipa Broze Tita, hlavu státu Jugoslávie. Po rozpadu státu přešla do vlastnictví Republiky Severní Makedonie. Areál navštívila řada zahraničních politiků, jako např. Sergej Lavrov, Leonid Kučma, Slobodan Milošević, José Manuel Barroso, Václav Klaus a další. 